# Curtiss NC
Le Curtiss NC, ou Curtiss Navy Curtiss (rapidement surnommé « Nancy Boat », ou simplement « Nancy ») était un hydravion américain, construit par la Curtiss Aeroplane and Motor Company et utilisé par l'US Navy de 1918 au début des années 1920.
Dix de ces avions furent construits, le plus fameux d'entre eux étant le NC-4, le premier aéronef à effectuer un vol transatlantique. Le NC-4 est préservé au National Museum of Naval Aviation, sur la base aéronavale de Pensacola, en Floride.

## Histoire
La fabrication des NC débuta en 1918, pendant la Première Guerre mondiale. L'US Navy souhaitait disposer d'un avion capable d'effectuer de longs vols au-dessus de l'océan, à la fois pour effectuer des missions de lutte anti-sous-marine, mais également si possible pouvant effectuer des vols transatlantiques par ses propres moyens, afin d'éviter de devoir passer par le transport par bateau, les eaux à cette époque étant sous la menace de nombreux sous-marins de l'Empire allemand.
La réalisation d'un tel appareil était une entreprise très ambitieuse, étant donné l'état de l'aviation à l'époque. La Navy et Curtiss se présentèrent avec l'un des plus gros biplans alors produits, équipé de quartiers de repos et d'un système d'émetteur/récepteur sans fil. Il était initialement propulsé par trois moteurs V12 Liberty L-12A, d'une puissance unitaire de 400 ch (298 kW), mais lors des essais, Marc A. Mitscher recommanda l'installation d'un quatrième moteur pour aider l'avion à se soulever de la surface de l'eau au décollage. Ce quatrième moteur fut ajouté en position centrale et en configuration à hélice propulsive (pusher).
La vitesse maximale était de 144 km/h, et la distance franchissable maximale était estimée à environ 2 400 km. Désignés « NC boats », le « N » étant pour « Navy » et le « C » pour « Curtiss », ils furent surnommés « Nancy ».

### Dispositions de nacelles desNC-1etNC-2

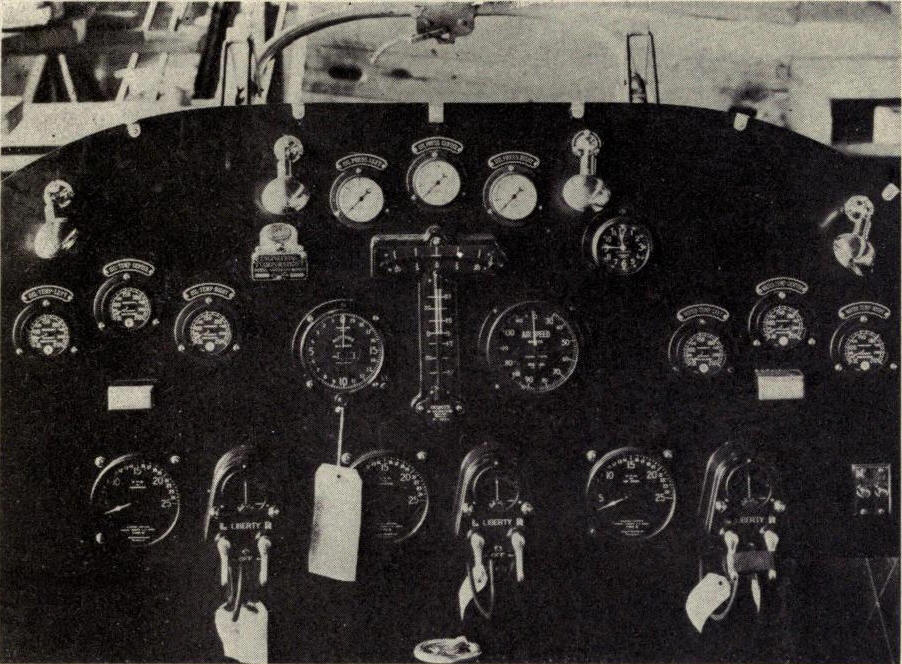
Panneau d'instrumentation du NC-3.

Sous sa forme initiale, le NC-1 possédait trois moteurs à hélices tractrices dans trois nacelles séparées, installées à mi-chemin entre les ailes inférieure et supérieure. La nacelle centrale abritait également le cockpit pour les deux pilotes. En raison d'un manque de puissance, la nacelle centrale fut élevée, allongée vers l'avant, et un moteur à hélice propulsive fut ajouté. Suivant cette modification, les deux pilotes furent déplacés vers un emplacement au niveau de la coque, qui était bien plus conventionnel que la solution initiale.
Le NC-2 différait du premier appareil par le fait que les pilotes restaient installés dans la nacelle centrale, malgré la présence de deux moteurs (un « tracteur », et l'autre « pousseur ») dans cette nacelle. Souffrant lui-aussi d'un manque de puissance, le NC-2 fut plus tard modifié pour être doté de quatre moteurs en tandem dans les deux nacelles externes (les nacelles externes étant construites près de la nacelle centrale, la disposition « 3 + 1 » précédente était peu pratique). Initialement, le cockpit à l'intérieur de la nacelle centrale fut conservé, mais fut rapidement retiré et un cockpit dans la coque similaire à celui du NC-1 fut installé.
Le NC-3 et les appareils suivants continuèrent sur la lancée de l'arrangement modifié du NC-1, avec la configuration de moteurs « 3 + 1 » et le cockpit à l'intérieur de la coque.

## Carrière opérationnelle

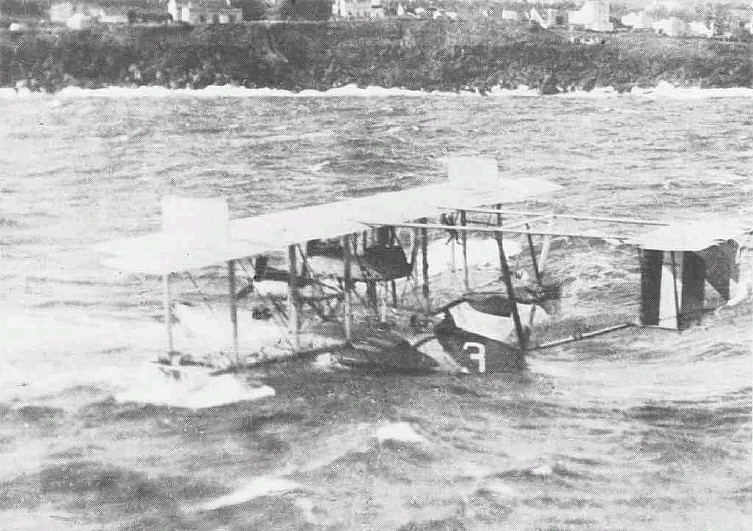
Le NC-3 au large des Açores, en 1919.

Le 4 octobre 1918, le premier de ces avions, le NC-1, effectua son premier vol d'essais avec la première configuration à trois moteurs. Le 25 novembre suivant, il effectua un vol de record avec 51 personnes à bord. La signature de l'armistice de 1918, signifiant la fin de la guerre en Europe, arriva avant les essais du premier NC, et la construction des trois autres exemplaires de la commande initiale de la Navy avait déjà été terminée.
Le NC-2 subit des dommages pendant la phase de tests et fut cannibalisé pour fournir des pièces détachées aux autres appareils encore en bon état.
Les trois autres NC, les NC-1, NC-3 et NC-4 furent engagés dans ce qui devait devenir la première démonstration de vol transatlantique, via Terre-Neuve et les Açores, le 8 mai 1919. En tant que jeune officier, Mitscher, qui fut assigné au commandement de l'un des avions, perdit cette opportunité lorsque son avion, le NC-2 dut être démonté pour servir de banque de pièces détachées. Il participa tout de même à la mission en tant qu'un des pilotes du NC-1. Le groupe fit face à un épais brouillard au large des Açores, rendant le vol extrêmement dangereux dans de tels appareils, ne disposant que de très peu d'instruments. Sans vue directe sur l'horizon, il devint extrêmement difficile de garder l'avion en palier. L'équipage du NC-1 tenta de s'installer à diverses altitudes pendant plusieurs heures, avant de finalement tomber non loin des Açores. L'avion fut endommagé au-delà du réparable en arrivant dans une mer démontée.
Seul le NC-4 parvint à effectuer la traversée. L'équipage du NC-1 fut secouru en mer. Les tentatives de remorquer l'avion vers les Açores échouèrent cependant. Le NC-3 fut forcé de se poser à quelque 330 km des Açores, mais l'équipage, mené par le Commander John Henry Towers, parvint à naviguer sur ses propres moyens jusqu'à Ponta Delgada.
La marine américaine obtint plus tard deux autres lots de NC, numérotés NC-5 à NC-8, puis NC-9 et NC-10, dont la construction s'étala jusqu'en 1921.

## Utilisateurs
- États-Unis :
  - United States Navy : Dix exemplaires.

### Articles
- (en) « The U.S. Navy Flying-Boat, N.C.1 », Flight International magazine, Flight Global/Archives, vol. XI, no 20,‎ 15 mai 1919, p. 637–639 (lire en ligne [PDF]).